# Actinocephalus brachypus
Actinocephalus brachypus là một loài thực vật có hoa trong họ Cỏ dùi trống. Loài này được (Bong.) Sano mô tả khoa học đầu tiên năm 2004.